# Otrobanda
Otrobanda, Otrabanda – dzielnica (wijk) miasta Willemstad w dystrykcie Willemstad, w kraju autonomicznym Curaçao, należącym do Holandii, w Ameryce Południowej. 20 października 2023 r. liczyła 1401 mieszkańców. Jedna z biedniejszych dzielnic miasta. Wraz z dzielnicą Punda tworzą centrum Willemstadu. Powstała na pocz. XVIII w. 
Znajdują się tutaj most pontonowy Królowej Emmy z 1886 r. oraz zbudowany w 1974 r. Most Królowej Juliany.

## Osady
W skład dzielnicy wchodzi osiem osad (buurt):
| Lp. | Nazwa                      | Powierzchnia km² | Liczba mieszkańców |
| --- | -------------------------- | ---------------- | ------------------ |
| 1.  | Hulanda bij Seru Otrobanda | 0,09             | 213                |
| 2.  | Kortijn                    | 0,02             | 55                 |
| 3.  | Malpais                    |                  | 114                |
| 4.  | Monte Bello                | 0,04             | 192                |
| 5.  | Panama                     | 0,02             | 100                |
| 6.  | Quinta                     | 0,30             | 140                |
| 7.  | Rif Bij Otrobanda          | 0,63             | 339                |
| 8.  | Seru Otrobanda             | 0,14             | 369                |